# Homo antecessor
Espèce
Homo antecessor est une espèce éteinte du genre Homo, dont des restes fossiles ont été découverts en 1994 à Atapuerca en Espagne, datés d'environ 860 000 ans avant le présent.

Plusieurs sites européens ont livré des vestiges fossiles ou lithiques datés entre 1 et 1,6 million d'années, témoignant d'une présence humaine très ancienne en Europe. Sur aucun d'eux cependant les fossiles ne sont suffisants pour qu'on puisse les attribuer à une espèce humaine précise, si bien qu'Homo antecessor demeure à ce jour l'espèce dénommée la plus ancienne d'Europe.

## Découverte à Gran Dolina
Homo antecessor a été défini à partir de 86 fragments osseux correspondant à au moins six individus, découverts en 1994 et 1995 dans la couche TD6 de Gran Dolina à Atapuerca (Espagne), par une équipe dirigée par Juan Luis Arsuaga, Eudald Carbonell et José María Bermúdez de Castro. Le fossile type est composé du maxillaire et du frontal d’un individu de 10-11 ans, qui, une fois associés et après comblement de parties manquantes par application de la symétrie, ont permis de disposer d'un crâne d'ampleur suffisante pour une dénomination.
Le paléomagnétisme indique que l’âge de cette couche est supérieur à 781 000 ans (dernière inversion du champ magnétique terrestre, dite inversion Brunhes-Matuyama). Les fossiles ont été datés en 1997 entre 781 000 et 858 000 ans avant le présent.

## Sima del Elefante
En 2007, l'équipe d'Eudald Carbonell (Université Rovila i Virgili de Tarragone) découvrit dans la Sima del Elefante d'Atapuerca une molaire isolée et un petit fragment de mandibule avec 7 dents en place, puis en 2008 une phalange de doigt auriculaire, fossiles tous datés de plus d'1,2 million d'années, qui comptent ainsi parmi les plus anciens fossiles du genre Homo découverts en Europe.
La méthode de datation la plus précise a été la datation par isotopes cosmogéniques des radionucléides 26Al et 10Be dans des prélèvements de quartz. Un prélèvement dans le niveau TE9b, 40 cm au-dessus de la mandibule du niveau TE9c, a un âge de 1,22 Ma.
On considère donc que les sédiments des niveaux TE9c et inférieurs ont un âge minimum de 1,22 Ma.
L'analyse morphologique comparée de cette mandibule ne permet cependant pas de l'attribuer à Homo antecessor : elle partage des traits avec des espèces d'Homo antérieures, tout en possédant d'autres caractères distincts qui indiquent une spéciation manifeste,.

## Morphologie

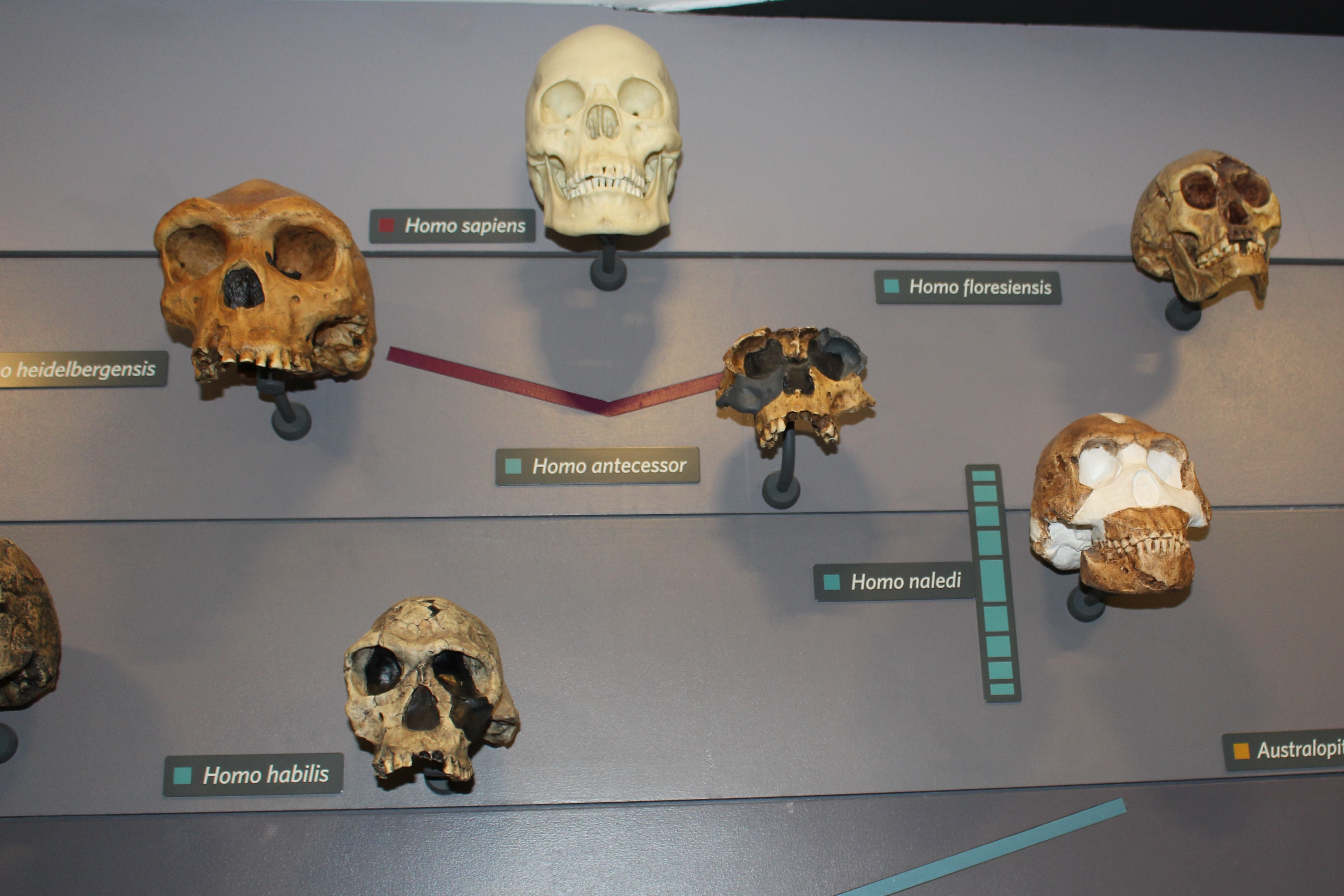
Crâne d'Homo antecessor (3ème en partant de la droite) au milieu d'autres crânes similaires mais d'espèces différentes.

Homo antecessor avait une capacité crânienne estimée à environ 1 100 cm3 (contre de 1 300 à 1 500 cm3 pour Homo sapiens).
Une partie de la morphologie faciale rappelle celle d’Homo sapiens, avec une orientation coronaire et une légère inclinaison vers l’arrière de la plaque infraorbitale qui détermine la présence d'une fosse canine très marquée. Le bord inférieur de cette plaque est horizontal et légèrement plié. La morphologie de la mâchoire semblerait en revanche plus proche de celle d’Homo heidelbergensis. 
Le squelette postcrânien montre une certaine gracilité, en comparaison avec la plus grande robustesse de l’homme de Néandertal vivant dans la seconde moitié du Pléistocène moyen. Les fossiles retrouvés montrent que la taille moyenne d’Homo antecessor était probablement comparable à celle d’Homo sapiens. Ses hanches étaient en revanche plus larges et son nez moins saillant que le nôtre.

## Industrie lithique
Les restes d'Homo antecessor étaient associés à une industrie lithique abondante de type Oldowayen (industrie dite de « mode 1 », à galets taillés), alors que l'Acheuléen (industrie dite de « mode 2 », à bifaces) apparaît pour la première fois chez les populations africaines 1,76 million d’années avant le présent.

## Anthropophagie
Homo antecessor pratiquait l’anthropophagie. Plusieurs des fragments de squelettes retrouvés présentent des marques d’outils lithiques, montrant clairement que les défunts ont été dépecés, décharnés et démembrés pour être consommés. À Atapuerca, cette pratique est attestée à chaque niveau du gisement de Gran Dolina, ce qui traduit une pratique continue dans le temps.
L'étude de ces fragments montre qu'ils auraient consommé la chair humaine pour s'alimenter et non par rituel. Selon José María Bermúdez de Castro, leur consommation n'est pas due à un manque de nourriture et n'est pas ponctuelle : ils se nourrissaient de rivaux de façon répétée. L'étude montre également qu'ils mangeaient principalement des jeunes enfants et des adolescents.

## Phylogénie
Les relations phylogénétiques entre les hominines de l'époque du Pléistocène précoce en Eurasie, comme Homo antecessor, et les hominines qui apparaissent plus tard dans les archives fossiles à l'époque du Pléistocène moyen, comme l'Homo sapiens, sont très controversées. Homo antecessor pourrait être un descendant d’Homo ergaster. Une étude parue en 2020 basée sur l'analyse de protéines anciennes (protéome) fournit des preuves que H. antecessor est une lignée sœur proche des hominines subséquents du Pléistocène moyen et tardif, y compris les humains modernes, les Néandertaliens et les Denisoviens. Ce placement implique que le visage moderne de H. antecessor - c'est-à-dire similaire à celui des humains modernes - peut avoir une ascendance considérablement ancienne dans le genre Homo, et que la morphologie crânienne des Néandertaliens représente une forme dérivée. En récupérant des séquences peptidiques spécifiques AMELY, l'étude conclut également que le fragment molaire de H. antecessor d'Atapuerca analysé appartenait à un individu masculin.
Selon plusieurs chercheurs, il ne serait pas l'ancêtre d’Homo heidelbergensis qui lui a succédé en Europe, et se serait donc éteint sans descendance. 
Phylogénie des espèces récentes du genre Homo, 
d'après Strait, Grine & Fleagle (2015),
et Meyer & al. (2016) :
|  | Homo heidelbergensis †                                                          |
|  |                                                                                 |
|  | \| \| Homo denisovensis † \| \| \| \| \| \| Homo neanderthalensis † \| \| \| \| |
|  |                                                                                 |
|  | Homo denisovensis †                                                             |
|  |                                                                                 |
|  | Homo neanderthalensis †                                                         |
|  |                                                                                 |

|  | Homo denisovensis †     |
|  |                         |
|  | Homo neanderthalensis † |
|  |                         |

|  | Homo rhodesiensis † |
|  |                     |
|  | Homo sapiens        |
|  |                     |

|  | Homo heidelbergensis †                                                          |
|  |                                                                                 |
|  | \| \| Homo denisovensis † \| \| \| \| \| \| Homo neanderthalensis † \| \| \| \| |
|  |                                                                                 |
|  | Homo denisovensis †                                                             |
|  |                                                                                 |
|  | Homo neanderthalensis †                                                         |
|  |                                                                                 |

|  | Homo denisovensis †     |
|  |                         |
|  | Homo neanderthalensis † |
|  |                         |

|  | Homo rhodesiensis † |
|  |                     |
|  | Homo sapiens        |
|  |                     |

|  | Homo heidelbergensis †                                                          |
|  |                                                                                 |
|  | \| \| Homo denisovensis † \| \| \| \| \| \| Homo neanderthalensis † \| \| \| \| |
|  |                                                                                 |
|  | Homo denisovensis †                                                             |
|  |                                                                                 |
|  | Homo neanderthalensis †                                                         |
|  |                                                                                 |

|  | Homo denisovensis †     |
|  |                         |
|  | Homo neanderthalensis † |
|  |                         |

|  | Homo rhodesiensis † |
|  |                     |
|  | Homo sapiens        |
|  |                     |

|  | Homo heidelbergensis †                                                          |
|  |                                                                                 |
|  | \| \| Homo denisovensis † \| \| \| \| \| \| Homo neanderthalensis † \| \| \| \| |
|  |                                                                                 |
|  | Homo denisovensis †                                                             |
|  |                                                                                 |
|  | Homo neanderthalensis †                                                         |
|  |                                                                                 |

|  | Homo denisovensis †     |
|  |                         |
|  | Homo neanderthalensis † |
|  |                         |

|  | Homo rhodesiensis † |
|  |                     |
|  | Homo sapiens        |
|  |                     |

|  | Homo heidelbergensis †                                                          |
|  |                                                                                 |
|  | \| \| Homo denisovensis † \| \| \| \| \| \| Homo neanderthalensis † \| \| \| \| |
|  |                                                                                 |
|  | Homo denisovensis †                                                             |
|  |                                                                                 |
|  | Homo neanderthalensis †                                                         |
|  |                                                                                 |

|  | Homo denisovensis †     |
|  |                         |
|  | Homo neanderthalensis † |
|  |                         |

|  | Homo rhodesiensis † |
|  |                     |
|  | Homo sapiens        |
|  |                     |

|  | Homo heidelbergensis †                                                          |
|  |                                                                                 |
|  | \| \| Homo denisovensis † \| \| \| \| \| \| Homo neanderthalensis † \| \| \| \| |
|  |                                                                                 |
|  | Homo denisovensis †                                                             |
|  |                                                                                 |
|  | Homo neanderthalensis †                                                         |
|  |                                                                                 |

|  | Homo denisovensis †     |
|  |                         |
|  | Homo neanderthalensis † |
|  |                         |

|  | Homo rhodesiensis † |
|  |                     |
|  | Homo sapiens        |
|  |                     |

|  | Homo heidelbergensis †                                                          |
|  |                                                                                 |
|  | \| \| Homo denisovensis † \| \| \| \| \| \| Homo neanderthalensis † \| \| \| \| |
|  |                                                                                 |
|  | Homo denisovensis †                                                             |
|  |                                                                                 |
|  | Homo neanderthalensis †                                                         |
|  |                                                                                 |

|  | Homo denisovensis †     |
|  |                         |
|  | Homo neanderthalensis † |
|  |                         |

|  | Homo rhodesiensis † |
|  |                     |
|  | Homo sapiens        |
|  |                     |

|  | Homo heidelbergensis †                                                          |
|  |                                                                                 |
|  | \| \| Homo denisovensis † \| \| \| \| \| \| Homo neanderthalensis † \| \| \| \| |
|  |                                                                                 |
|  | Homo denisovensis †                                                             |
|  |                                                                                 |
|  | Homo neanderthalensis †                                                         |
|  |                                                                                 |

|  | Homo denisovensis †     |
|  |                         |
|  | Homo neanderthalensis † |
|  |                         |

|  | Homo rhodesiensis † |
|  |                     |
|  | Homo sapiens        |
|  |                     |